# Ђокатојо
Ђокатојо (фр. Giocatojo) насеље је и општина у Француској у региону Корзика, у департману Горња Корзика која припада префектури Бастија.
По подацима из 2011. године у општини је живело 45 становника, а густина насељености је износила 18,22 становника/km². Општина се простире на површини од 2,47 km². Налази се на средњој надморској висини од 550 метара (максималној 1.231 m, а минималној 464 m).

## Демографија
| 1962. | 1968. | 1975. | 1982. | 1990. | 1999. | 2011. |
| ----- | ----- | ----- | ----- | ----- | ----- | ----- |
| 38    | 69    | 47    | 41    | 32    | 49    | 45    |

График промене броја становника у току последњих година